# Bleckenau
Die Bleckenau ist ein Quertal des Wildbachs Pöllat in den Ammergauer Alpen auf dem Gebiet der bayerisch-schwäbischen Gemeinde Schwangau. In dem Tal stehen mehrere Berghütten, darunter ein ehemaliges königliches Jagdhaus, das heute als Gaststätte genutzt wird.

## Name
Der Name Bleckenau leitet sich vom altbairischen Blecken („Huflattich“) ab. Eine frühere Schreibweise ist Blöckenau.

## Natur
Die Bleckenau ist im Naturschutzgebiet Ammergebirge im Bereich der Schutzzone III (geringe Auflagen für die Nutzung). Am Almboden in der Bleckenau steht eine Gruppe alter Ahornbäume.
In der Bleckenau befindet sich eine Bienenzuchtbelegstelle, da die Abgrenzung durch die umgebenden Berge geeignete Bedingungen für die Reinzucht bietet. Die Belegstelle wurde 1961 von den Kreisverbänden Imker Füssen, Kaufbeuren und Marktoberdorf mit dem Ziel gegründet, die Rassenreinheit der Kärntner Biene zu erhalten bzw. aufzubauen, da sich die zuvor in dem Gegend beheimatete Italienische Biene als zu aggressiv erwiesen hatte.

## Bauwerke

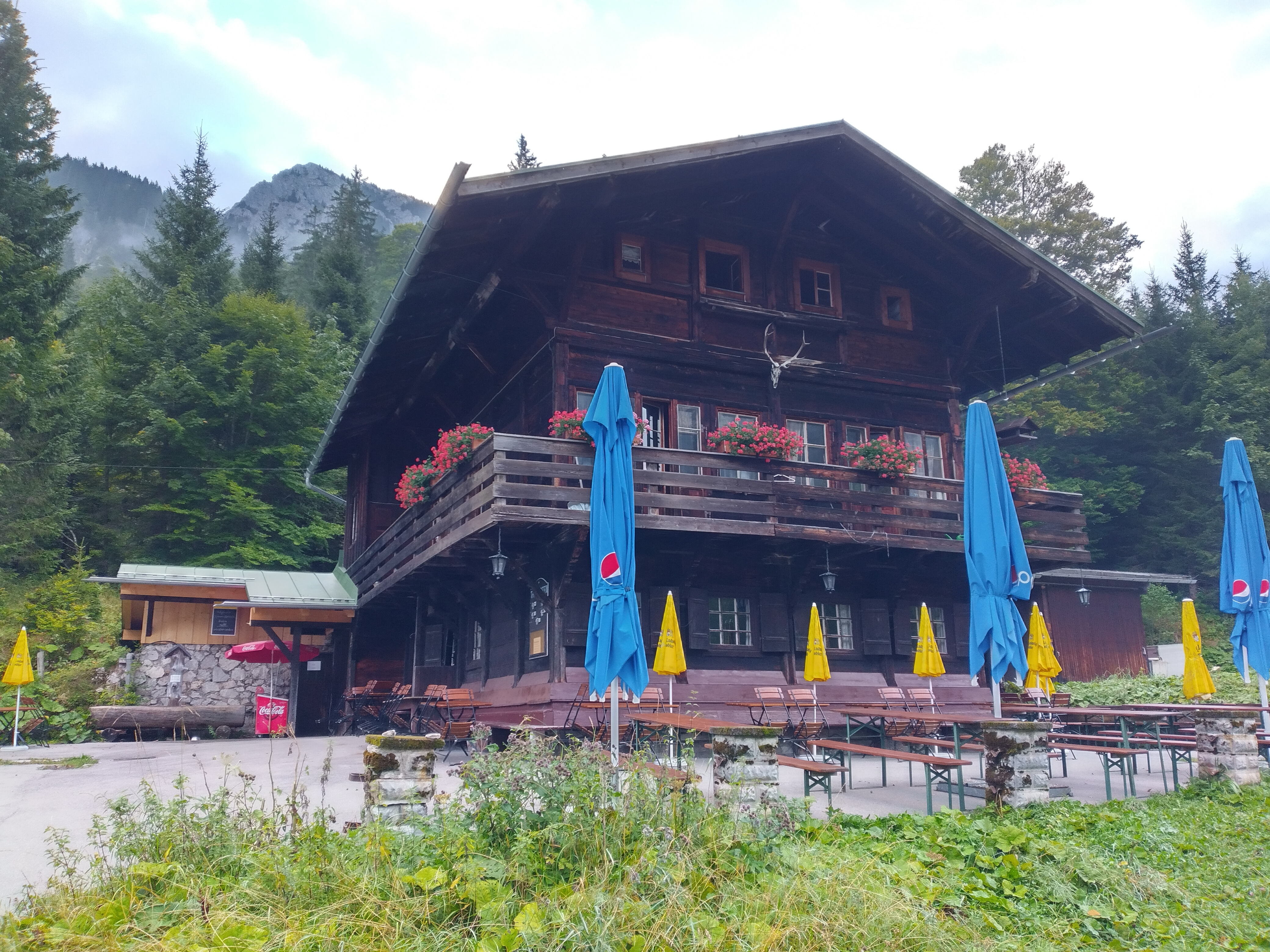
Berggaststätte Bleckenau

Um 1850 ließ König Maximilian II. ein Jagd- und Wochenendhaus errichten. Wegen der Architektur im Schweizer Stil wurde es auch Schweizerhaus genannt. Das Haus war ein Geschenk für seine Ehefrau Marie. Danach wurde es von seinem Sohn Ludwig II. und dessen Nachfolger Prinzregent Luitpold genutzt. Seit 1919 wird das Haus als Gasthaus von der Familie Schweiger aus Hohenschwangau gepachtet. Das Haus ist als Baudenkmal in die Bayerische Denkmalliste eingetragen.
Weitere Berghütten in der Bleckenau sind die Selbstversorgerhütte des Deutschen Alpenvereins Sektion Füssen Fritz-Putz-Hütte, die Diensthütte des Forstbetriebs Oberammergau der Bayerischen Staatsforsten Holzerhütte und eine 1957 errichtete Bergwachthütte der Bergwacht Füssen.

## Verkehr

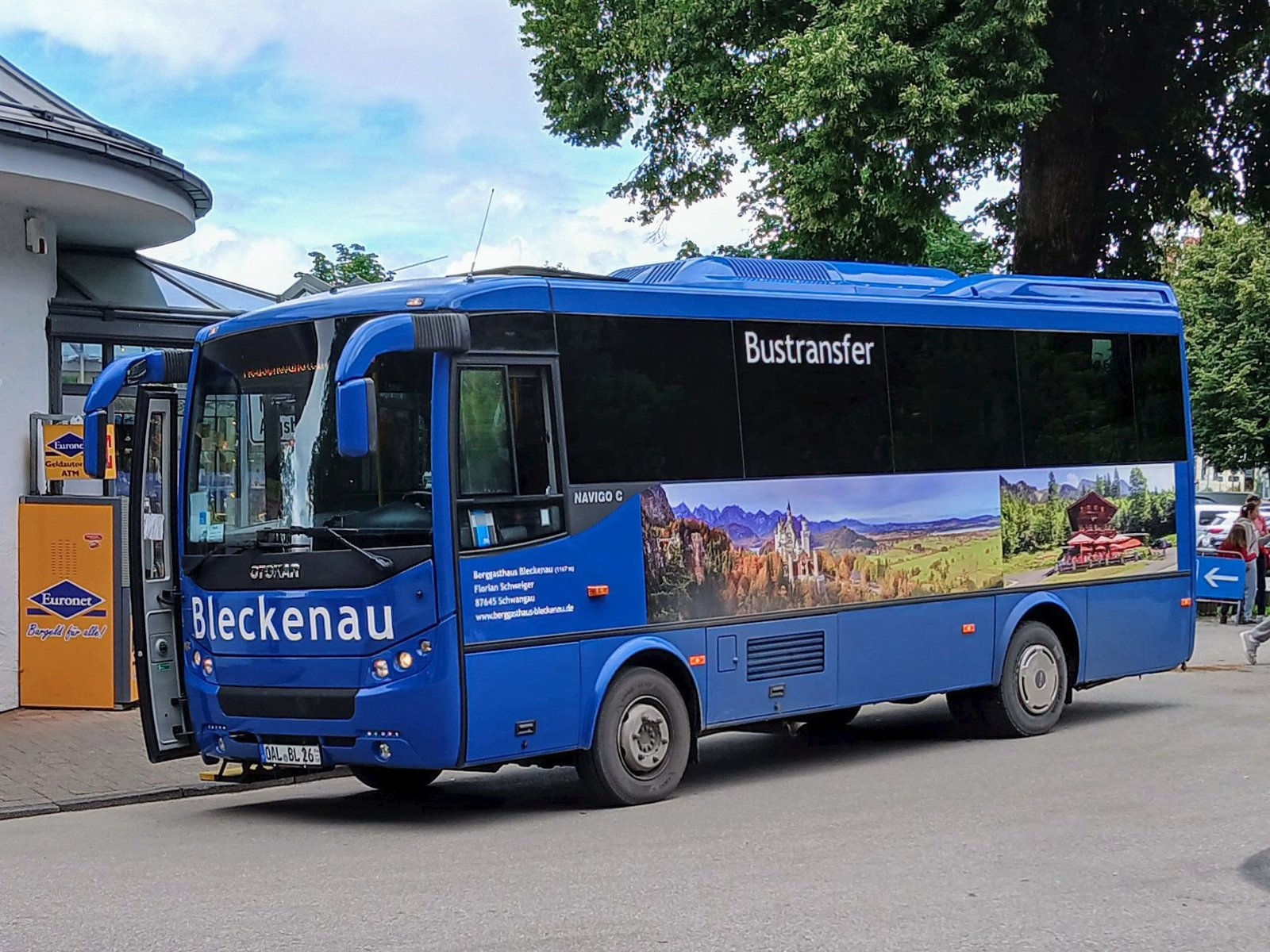
Shuttle-Bus zur Berggaststätte in Hohenschwangau

Die Bleckenau kann über die asphaltierte Bergstraße Bleckenaustraße erreicht werden, auf der ein Zubringerbus von Hohenschwangau zur Berggaststätte verkehrt. Für den allgemeinen motorisierten Verkehr ist die Straße gesperrt, kann aber von Wanderern und Radfahrern benutzt werden. Als Alternative für Wanderer und Mountainbiker gibt es den nicht asphaltierten Wasserleitungsweg auf der linken Seite der Pöllat. Von der Bergstation der Tegelbergbahn führt der Naturpfad Ahornreitweg hinunter in die Bleckenau.